# Rázdelie
Rázdelie (685 m n.p.m.) – przełęcz w Nitrickich vrchach, jednostce Gór Strażowskich w zachodniej Słowacji.

## Położenie
Leży w głównym grzbiecie Nitrickich vrchów, oddzielając masyw najwyższego szczytu Nitrickich vrchów, Suchego vrchu (1028 m n.p.m.), a dokładnie – spiętrzenie zwane Válovy (758 m n.p.m.) na północy od rozległego masywu Rokoša (1010 m n.p.m.), a dokładnie – spiętrzenia Košútovej skaly (840 m n.p.m.) na południu. Od wschodu pod przełęcz podchodzi Rudnianska dolina, którą niżej spływa potok Rudnianka, prawobrzeżny dopływ Nitricy, zaś od zachodu – Suchá dolina, uchodząca niżej do doliny potoku Omastiná (dopływ Radišy).

## Charakterystyka
Przełęcz ma formę szerokiego siodła w dość wąskim w tym miejscu grzbiecie Nitrickich vrchów. Zarówno w kierunku wschodnim jak i zachodnim opadające spod niej stoki są strome. Została uformowana w szerokim pasie paleogeńskich piaskowców, zlepieńców i brekcji, przecinającym w tym rejonie w poprzek pasmo Nitrickich vrchów. Nie ma znaczenia komunikacyjnego – prowadzą na nią z obu stron jedynie wąskie, wądolaste drogi gruntowe, wykorzystywane doraźnie przez służby leśne. Cała przełęcz jest porośnięta lasem, aktualnie (2018 r.) dość mocno przerzedzonym wyrębami.

## Turystyka
Przełęcz jest dość często odwiedzana przez turystów. Grzbietem przez przełęcz wiodą czerwone  znaki szlaku turystycznego biegnącego całą długością głównego grzbietu Nitrickich vrchów. Z kolei przez przełęcz biegnie żółto  znakowany szlak z Nitrianskego Rudna w dolinie Nitricy, na wschodzie, do wsi Omastiná na zachodzie.